# Mario Talamona
Mario Talamona (Varese, 28 luglio 1931 – Milano, 13 aprile 2006) è stato un economista e politico italiano.

## Biografia
Figlio dell'architetto Federico Talamona e di Ada Belli, dopo aver frequentato il liceo classico, si iscrive alla Facoltà di Giurisprudenza dell'Università degli Studi di Pavia.
Allievo dell'Almo Collegio Borromeo grazie alla vincita di un concorso per un posto gratuito, si laurea nel 1953 cum laude, con una tesi in economia politica  dal titolo Tendenze dottrinali nello studio dei cicli economici.
Dal 1954 al 1959 è assistente volontario presso l'ateneo pavese per un breve periodo alla cattedra di Politica economica.
Successivamente si perfeziona, sotto la guida di lord Lionel Robbins e di A. W. Phillips, alla London School of Economics and Political Science.
Nel 1958 consegue la libera docenza in Economia politica e diviene professore incaricato presso la Facoltà di Giurisprudenza dell'Università di Pavia dal 1959.
In questi anni collabora anche con l'ufficio studi della Società Montecatini.
Nel 1963 vince un concorso a cattedra di Economia politica che lo porterà ad insegnare presso l'Università degli Studi di Genova (1964 -1965) dove impartisce anche lezioni di Politica economica.
Nel 1965 è chiamato come professore ordinario di economia politica alla Facoltà di Economia e Commercio dell'Università di Pavia, dove ha insegnato anche politica economica e finanziaria, nonché teoria dello sviluppo economico.
Dal 1966 al 1971 ha insegnato, ancora a Pavia, economia politica nella Facoltà di Giurisprudenza, dove ha costituito l'omonimo Istituto.
Dal 1967 al 1975 è direttore dell'ILSES –  Istituto lombardo di studi economici e sociali.
Nel 1971 è chiamato a reggere la cattedra di economia politica della Facoltà di Giurisprudenza dell'Università Statale di Milano dove è stato anche docente incaricato di Statistica e Scienza delle finanze fino al 1992, anno in cui è passato alla cattedra di Politica economica, mantenuta fino al pensionamento avvenuto nell'ottobre del 2003.
È stato preside di facoltà dal 1980 al 1982 e, per lunghi anni, direttore dell'Istituto di scienze economiche e statistiche.
Nella cornice dell'Università milanese, è stato presidente della Fondazione Costantino Bresciani Turroni per gli studi economici finanziari e statistici dal 1983 al 2004 e successivamente presidente onorario.
Nel 2004 è stato nominato professore emerito dell'ateneo milanese.
Ha presieduto diversi istituti di credito ed altre società, pubblicando numerosissimi articoli scientifici e commenti economico-politici.
La sua lunga carriera universitaria l'ha portato a percorrere molti filoni di studio e riflessione economica: dai temi della programmazione a quelli metodologici, da quelli macroeconomici relativi ai modelli di crescita a quelli relativi alla storia del pensiero economico.
A lui è dovuta la rivalutazione di Carlo Cattaneo quale pensatore moderno ed il recupero dell'attualità del pensiero di Costantino Bresciani Turroni.
Egli si è ampiamente occupato anche di problemi di economia monetaria e creditizia.
Ha anche ricoperto incarichi come quello di assessore del Comune di Milano e presidente di diverse società.
Accademico Linceo dal 1997 e socio corrispondente dal 1986, membro effettivo dell'Istituto Lombardo Accademia di Scienze e Lettere dal 1974 (socio corrispondente dal 1965).

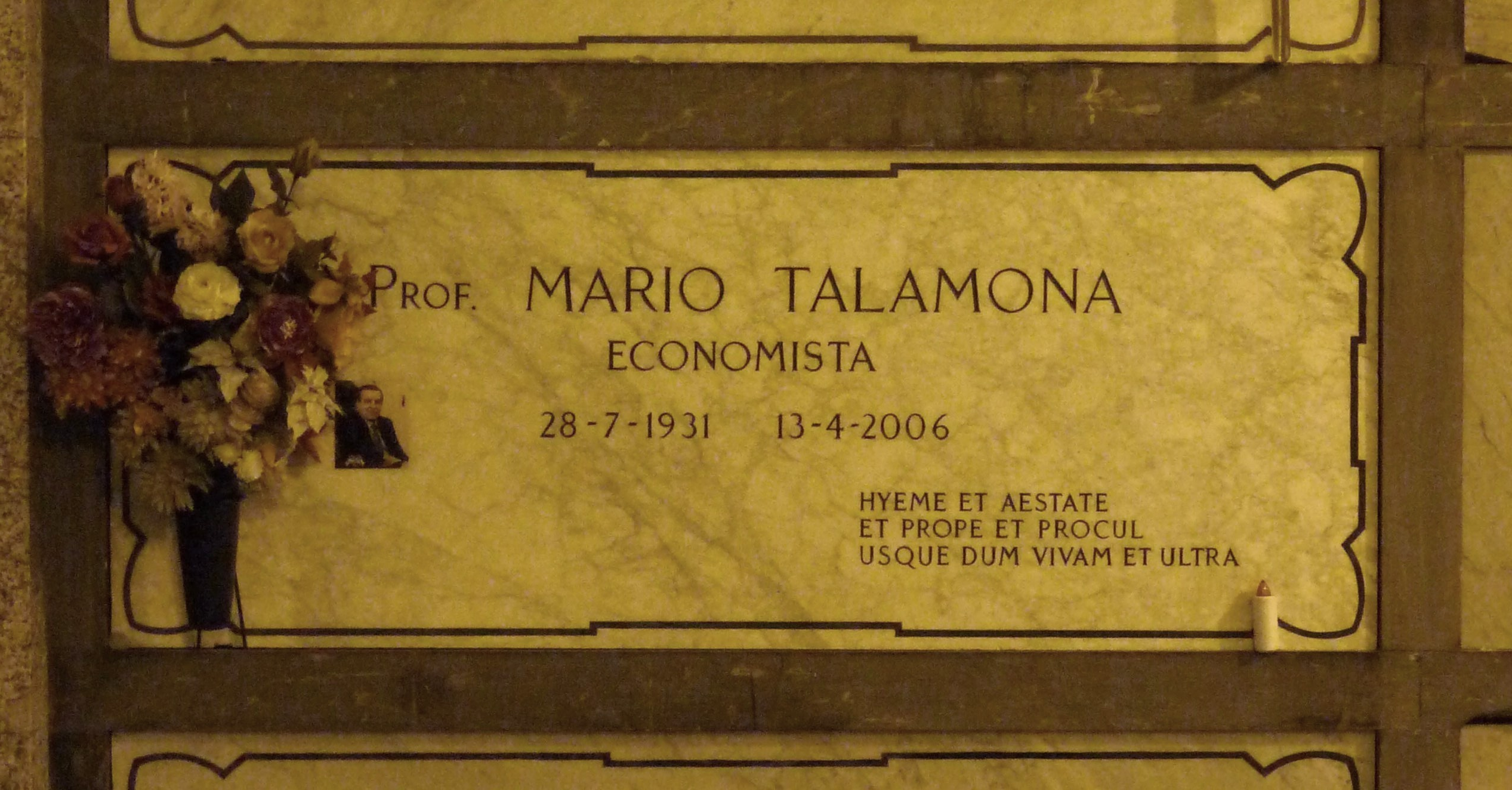
La tomba di Talamona al Cimitero Monumentale di Milano

È stato membro della Società italiana degli economisti, della Royal Economic Society e dell'American Economic Association; membro del nucleo di valutazione interna dell'Università IULM e membro del comitato scientifico dell'IReR.
Successivamente al pensionamento ha continuato l'insegnamento a contratto, in qualità di professore emerito, per altri due anni accademici, fino all'ultima lezione tenuta il 22 dicembre 2005, ormai già visibilmente e gravemente malato.
Le sue spoglie riposano nella Cripta del Famedio del Cimitero Monumentale di Milano.

## Incarichi pubblici e privati ricoperti
- 1980-87 - Presidente della Banca del Monte di Milano
- 1987-89 - Presidente della Banca del Monte di Lombardia
- 1983-89 - Presidente dell'Associazione Italiana e Internazionale dei Pubblici Istituti di Credito
- 1989-90 - Vice Presidente dell'Associazione Italiana e Internazionale dei Pubblici Istituti di Credito
- 1989-91 - membro del Consiglio di amministrazione dell'ABI – Associazione Bancaria Italiana
- 1989-91 - membro del Consiglio di amministrazione dell'ACRI – Associazione fra le Casse di Risparmio Italiane
- 1989-91 - membro del Consiglio di amministrazione della SIL - Società Italiana Leasing
- 1989-91 - membro del Consiglio di amministrazione dell'IPACRI – Istituto per l'Automazione delle Casse di Risparmio Italiane,
- 1989-91 - Presidente dell'I.B.I. – Istituto Bancario Italiano fino alla fusione per incorporazione nella Cariplo
- 1992-95 - Vice Presidente della Fondazione Cassa di Risparmio delle Provincie Lombarde
- 1994-98 - Vice Presidente della Cariplo SpA
- 1992-98 - membro del Consiglio di Amministrazione e del Comitato Esecutivo del Mediocredito Lombardo S.p.A.
- 1993-95 - Vice Presidente della Cassa di Risparmio di Calabria e di Lucania – Carical
- 1994-02 - Presidente di Cariplo Bank International e poi di Banca Intesa International
- 1996-98 - Presidente di Fondigest SGR
- 1998-02 - Presidente di Intesa Asset Management SGR
- 1999-02 - Membro del Consiglio di Amministrazione dell'Università Bocconi
- 2002-06 - Presidente di Intesa Holding Asset Management SpA
- 2002-06 - Vice Presidente di Nextra Investment Management SGR

È stato membro del Comitato Tecnico Scientifico delle Partecipazioni Statali (D.M. 12.11.1987), della Commissione di esperti per la formulazione di ipotesi e indirizzi di politica economica e industriale (D.M. 11.2.1992) e del Gruppo di Lavoro presso il Ministero del Tesoro per l'approfondimento dei problemi concernenti la copertura assicurativa dei crediti a favore delle piccole e medie imprese (D.M. 22.11.1994).
Ha diretto la rivista "Il Risparmio", periodico dell'Associazione delle Casse di Risparmio Italiane, dal 1996 al 2002.
Presidente del Rotary Club Milano per il biennio 2000-2002.
È stato Assessore al Bilancio, alle Privatizzazioni e al Demanio del Comune di Milano nella seconda amministrazione Albertini, dal 2001 al 2006.

## Opere
Al suo attivo, una bibliografia di oltre 130 pubblicazioni scientifiche e accademiche.
Dal 1961 è stato collaboratore editorialista di diverse testate: da Il Sole 24 Ore al Corriere della Sera a Il Giornale.
Ha pubblicato in totale oltre 3500 articoli anche su periodici ed altri quotidiani.

## Onorificenze e riconoscimenti
- 1988 - Medaglia d'oro di benemerenza del Comune di Milano Ambrogino d'oro